# Breslaus voetbalkampioenschap 1905/06
In 1905/06 werd het vierde Breslaus voetbalkampioenschap gespeeld. Het was het de eerste keer dat dit georganiseerd werd door de Zuidoost-Duitse voetbalbond, nadat de Breslause voetbalbond in de Zuidoost-Duitse opgegaan was.
Schlesien Breslau werd kampioen en plaatste zich voor de Zuidoost-Duitse eindronde en versloeg daar FV Brandenburg Cottbus en werd de allereerste kampioen. Hierdoor plaatste de club zich ook voor de eindronde om de Duitse landstitel en werd hier in de eerste ronde verslagen door BFC Hertha 92.

## Eindstand
| Plaats | Club                     | Wed. | W | G | V | Saldo | Ptn  |
| ------ | ------------------------ | ---- | - | - | - | ----- | ---- |
| 1.     | SC Schlesien Breslau     | 10   | 9 | 0 | 1 | 52:7  | 18:2 |
| 2.     | FC 1898 Breslau          | 10   | 8 | 0 | 2 | 42:8  | 16:4 |
| 3.     | SV Blitz Breslau         | 10   | 6 | 1 | 3 | 39:19 | 13:7 |
| 4.     | SC Preußen Breslau       | 10   | 3 | 0 | 7 | 9:49  | 6:14 |
| 5.     | SC Germania 1904 Breslau | 10   | 2 | 1 | 7 | 13:30 | 5:15 |
| 6.     | SC 1904 Breslau          | 10   | 1 | 0 | 9 | 7:49  | 2:18 |

|  | Kampioen   |
|  | Degradatie |